# Крестовка (Оренбургская область)
Крестовка — село в Илекском районе Оренбургской области. Входит в Студёновский сельсовет.

## География
Находится у озера Заживное. 
В селе находится единственная улица — Центральная.

## Климат
Климат резко континентальный. Лето жаркое, знойное с недостаточным увлажнением с частыми и сильными суховеями. Зима холодная с морозами и частыми метелями. В этот период наблюдаются оттепели. Устойчивое залегание снежного покрова 130—140 дней с 25 ноября по 7 апреля. Средняя высота снежного покрова — около 20 см. Среднемесячная температура воздуха в июле составляет около +22 °C , в январе −14 °C. Разница между максимальной (+42 °C) и минимальной (-43 °C) температурой в году достигала 85 °C. Продолжительность безморозного периода 140 дней в году. Последние заморозки в первой-начале второй декады мая. Среднегодовая сумма осадков колеблется от 273 до 363 мм, за теплый период (апрель-октябрь) выпадает 177—215 мм, в том числе за май-июнь — 66-75 мм.

## История
До 1950 года здесь был колхоз «Красный хуторок», затем он объединился с колхозом имени Бокова.

## Население
| 2010 |
| ---- |
| 180  |

## Инфраструктура
Личное подсобное хозяйство.

## Транспорт
Доступен автотранспортом. 